# Luigi Manfredini
Luigi Manfredini (Bologna, 1771 – Milano, 1840) è stato uno scultore e medaglista italiano.

## Biografia
Manfredini fu uno degli incisori di monete e medaglie di spicco tra la fine del Settecento e l'inizio dell'Ottocento. Insegnò all'Accademia di Belle Arti di Brera e tra il 1798 e il 1830 fu capo incisore della Imperiale Regia zecca di Milano.
Buona parte delle monete del periodo napoleonico, come la lira italiana, furono realizzate da lui in collaborazione con Gerolamo Vassallo o Giuseppe Salvirch, e in effetti i progetti riportano le sue iniziali sostituite però da una coppa nelle monete definitive. Di ogni moneta il Manfredini incideva il conio del dritto, mentre i suoi collaboratori si occupavano del rovescio.
Nel 1806 comincia l'attività di fonditore dopo che il viceré Eugenio di Beauharnais aveva ordinato il trasferimento a Milano della fonderia precedentemente stabilita a Parigi dal fratello di Manfredini, il noto gioielliere Francesco Manfredini; dal 1803 la fonderia venne quindi spostata a Milano presso l'ex convento della Fontana, fuori da Porta Comasina. Dal 1810, data della morte di Francesco, il Manfredini si occupò dell'officina insieme ai fratelli Giovanni e Antonio specializzandosi nella creazione di arredi in bronzo e di busti. Sotto la sua direzione la fonderia getta in bronzo una riduzione del celebre Napoleone Bonaparte come Marte pacificatore del Canova, del busto del Viceré Eugenio di Beauharnais del Comolli.
Fra i l810 e il 1814, secondo fonti non documentate, viene allontanato dalla zecca in quanto ritenuto responsabile della messa in circolazione di monete che, nella legenda, riportano la dicitura NATOLEONE anziché NAPOLEONE. La sua responsabilità nella vicenda è dubbia: secondo alcuni autori infatti cercò di distruggere le monete con la leggenda incorretta non appena se ne accorse; altri sostengono invece che l'errore fosse dovuto ai gravi problemi di vista che iniziavano ad affliggerlo. 
Secondo un'altra versione la sua cacciata fu dovuta ad una medaglia da lui incisa in collaborazione con Gerolamo Vassallo per celebrare la vittoria di Napoleone a Ratisbona. La medaglia, con al rovescio un gigante schiacciato da una montagna, fu letta come un'allusione al dispotismo napoleonico.
Ritornato a Milano con la restaurazione, lavorò per Francesco I d'Austria e collaborò alla produzione delle monete per Maria Luigia come Duchessa di Parma, Piacenza e Guastalla.